# Fistula Foundation
La Fistula Foundation es una organización sin ánimo de lucro 501(c)(3) centrada en el tratamiento de la fístula obstétrica, que financia más operaciones de reparación que ninguna otra organización, pública o privada. A fecha de septiembre de 2022, presta apoyo a hospitales y médicos en más de 20 países de África y Asia. La fundación se dedica al tratamiento de la fístula obstétrica cubriendo el coste total de la cirugía de reparación de la fístula para mujeres pobres que, de otro modo, no podrían acceder al tratamiento. También ofrece formación a cirujanos especializados en fístulas, equipamiento y mejoras de las instalaciones para que el tratamiento de la fístula sea lo más seguro posible, asesoramiento postoperatorio y apoyo a las pacientes curadas. La fundación ha sido reconocida por varias organizaciones por su transparencia, eficacia y eficiencia, y ha obtenido la máxima calificación «A» de CharityWatch y cuatro estrellas de Charity Navigator durante 16 años consecutivos, lo que la sitúa en el 1% de las mejores organizaciones benéficas evaluadas en este sitio. En 2023, la fundación recibió una donación de 15 millones de dólares del filántropo MacKenzie Scott, anunciada junto con un nuevo plan estratégico quinquenal que impulsará la visión de la fundación In It to End It. (Trabajando en ello para erradicarlo). La fundación también ha sido seleccionada como una de las 22 organizaciones benéficas recomendadas por la organización del profesor de Princeton Peter Singer, The Life You Can Save. La rentabilidad de la organización también fue señalada por GiveWell en 2019.

## Historia
La Fistula Foundation fue fundada en 2000 por Richard Haas y su hija Shaleece Haas, que dejaron la organización en 2005. Tiene su sede en San José (California) y oficinas en Kenia y Zambia. Desde su creación, la organización ha recaudado más de 140 millones de dólares de donantes de más de 81 países. Hasta 2008, la fundación sólo apoyaba la labor del Hospital de Fístulas de Adís Abeba (Etiopía), fundado por la difunta Dra. Catherine Hamlin y su marido Reginald Hamlin. En 2009, la fundación amplió su misión y pasó de financiar únicamente ese hospital a ocuparse del tratamiento de la fístula en todo el mundo. Desde entonces, ha apoyado proyectos en un total de 34 países de África y Asia. Desde la ampliación de su misión en 2009, ha realizado más de 75.000 intervenciones quirúrgicas.

## Enfoque
La necesidad de tratamiento de la fístula supera con creces la oferta. Por cada mujer que recibe tratamiento, se estima que hay 50 mujeres más que no lo reciben, según la fundación y lo afirma un metaanálisis publicado y revisado por expertos. Por ello, la Fistula Foundation se centra principalmente en el tratamiento, ya sea directamente mediante cirugías de reparación de la fístula, o eliminando los obstáculos al tratamiento mediante la formación de cirujanos y la provisión y equipamiento de instalaciones médicas.
Desde su ampliación a una misión mundial en 2009, la organización ha crecido para ayudar a abordar la gran necesidad insatisfecha. Ahora proporciona más ayuda que cualquier otra organización, incluidas USAID y las Naciones Unidas. Entre los países en los que la fundación ha apoyado proyectos se incluyen Afganistán, Angola, Bangladesh, Benín, Burundi, Camerún, Chad, Etiopía, Guinea-Bissau, Guinea, Kenia, Liberia, Madagascar, Mali, Malawi, Mauritania, Mozambique, Nepal, Níger, Nigeria, Pakistán, República Democrática del Congo, Ruanda, Senegal, Somalia, Somalilandia, Sudán, Sudán del Sur, Tanzania, Uganda, Zambia y Zimbabue.
La fundación también financia la formación de cirujanos para aumentar el número de cirujanos especializados en fístulas capaces de realizar intervenciones quirúrgicas muy complejas. La organización apoyó la Iniciativa de Formación en Fístula de la FIGO (Federación Internacional de Ginecología y Obstetricia), que trabaja para desarrollar la capacidad de los cirujanos de fístula en centros de formación acreditados utilizando el Manual de Formación en Cirugía de Fístula Basada en Competencias Globales de la FIGO.

## Liderazgo

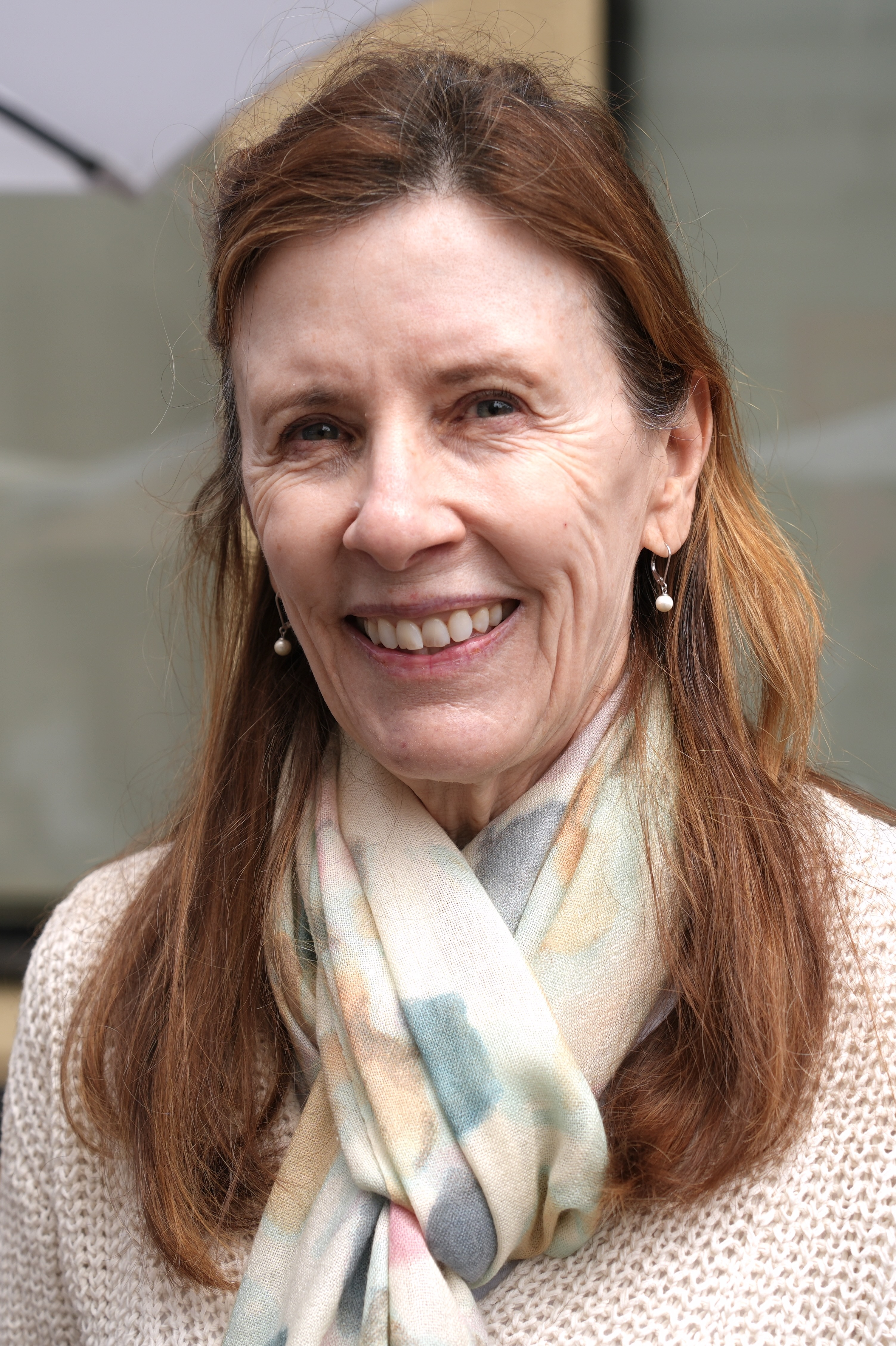
Kate Grant (2025)

La  Fístula Foundation está dirigida por su directora general, Kate Grant, que se incorporó a la organización en 2005 como su primera Directora Ejecutiva. Bajo su dirección, la fundación ha pasado de prestar apoyo a un centro en un país a convertirse en líder mundial en el tratamiento de la fístula. En 2014, Grant recibió el premio «Nonprofit Marketer of the Year Award» de la Fundación de la Asociación Americana de Marketing. La fundación cuenta con un Consejo de Administración de seis miembros, presidido por Ling Yang Lew.

## Reconocimientos
Fistula Foundation ha obtenido una calificación de cuatro estrellas en Charity Navigator todos los años desde 2005, un honor que solo recibe el 1% de las organizaciones benéficas evaluadas. La fundación cumple todas las normas de responsabilidad benéfica del Better Business Bureau y es una de las organizaciones benéficas mejor valoradas en GreatNonprofits. La organización de Peter Singer The Live You Can Save ha incluido a la Fistula Foundation en su lista de las «mejores organizaciones benéficas para donaciones efectivas» desde 2014.
En 2015, fue seleccionada por la firma de inversión The Motley Fool como su socio navideño 'Foolanthropy', recaudando más de 75.000 dólares. ConsumerReports publicó una lista de organizaciones benéficas recomendadas para la temporada navideña de 2018, nombrando a la Fundación de la Fístula como una de solo cinco organizaciones internacionales.
En 2019, el evaluador de organizaciones benéficas GiveWell dijo de la fundación: «A partir de un análisis inicial de rentabilidad, nuestra mejor estimación es que Fistula Foundation puede estar en el rango de rentabilidad de nuestras principales organizaciones benéficas actuales». La evaluación de la organización por parte de GiveWell está en curso.

## Asociaciones
La fundación colabora con la Campaña para erradicar la fístula del Fondo de Población de las Naciones Unidas, Direct Relief, la Federación Internacional de Ginecología y Obstetricia (FIGO) y la Sociedad Internacional de Cirujanos de Fístula Obstétrica (ISOFS). La fundación fue uno de los principales financiadores del Mapa Mundial del Tratamiento de la Fístula.
Cuando la organización se expandió para luchar contra la fístula a nivel mundial en 2009, su primer cirujano asociado fue el doctor Denis Mukwege, del Hospital Panzi de la República Democrática del Congo. Esta asociación ha continuado desde entonces y, en 2018, Mukwege recibió el Premio Nobel de la Paz. Otra asociada destacada es Edna Adan Ismail, fundadora del Hospital y Universidad Edna Adan, ex primera dama y ministra de Asuntos Exteriores de Somalilandia, y primera enfermera matrona cualificada del país.
Fistula Foundation ha recibido financiación y apoyo de Johnson & Johnson. La empresa ha colaborado con la fundación durante la última década, aportando casi 4 millones de dólares.
En 2014, la fundación puso en marcha su primera red de tratamiento a escala nacional en Kenia con financiación inicial de Astellas Pharma EMEA. La iniciativa está diseñada para tratar a mujeres, formar a más cirujanos especializados en fístula y crear una red duradera de proveedores de tratamiento. La fundación puso en marcha una segunda red de tratamiento en Zambia en 2017, con el apoyo de Johnson & Johnson. En conjunto, las redes de Kenia y Zambia han tratado a más de 7.300 mujeres, han añadido 12 centros a una red nacional de tratamiento de la fístula, han certificado a 14 nuevos cirujanos especialistas en fístula en el nivel de competencia global de la FIGO y han celebrado más de 28.101 eventos de divulgación comunitaria diseñados para educar a las comunidades sobre la fístula obstétrica, cómo identificarla y dónde recibir tratamiento.

## Medios de comunicación
El periodista Nicholas D. Kristof, ganador de dos premios Pulitzer, ha cubierto constantemente el trabajo de la fundación en su columna del New York Times, la última vez en octubre de 2019. Mencionó por primera vez a la organización en junio de 2005, y de nuevo en junio de 2006, febrero de 2007, octubre de 2009, diciembre de 2009, mayo de 2010, mayo de 2011, mayo de 2012, junio de 2013, febrero de 2014, marzo de 2015, marzo de 2016, y febrero de 2018.
La fundación también sigue generando atención a través de los artículos de Grant en publicaciones internacionales como The Guardian, The Lancet, The San Jose Mercury News, Medium y The Huffington Post. La fundación también apareció en la televisión keniana (CitizenTV, NTV) por celebrar la gran inauguración del Gynocare Women's & Fistula Center, un hospital financiado por los donantes de la Fistula Foundation. El doctor Hillary Mabeya, cofundador de Gynocare, publicó un artículo de opinión sobre su trabajo como cirujano especializado en fístulas en U.S. News & World Report en mayo de 2018. PBS NewsHour emitió un segmento sobre la red de tratamiento de la Fistula Foundation en todo el país, Kenia, en diciembre de 2017. La organización también ha recibido cobertura en The Independent, Rolling Stone, USA Today, Reuters, NewsWeek,NewsDeeply, Money Magazine, y MSN News.
En la edición del décimo aniversario del libro del profesor de ética Peter Singer, La vida que puedes salvar, la fundación aparece entre las organizaciones benéficas más eficaces. La colaboración de Singer con la fundación viene de lejos. En 2015, Singer organizó un concierto con el músico Paul Simon, ganador de un Grammy, en el que se recaudaron más de 150.000 dólares para el tratamiento de la fístula.
La fundación fue uno de los principales patrocinadores del documental A Walk to Beautiful, que ganó el premio al mejor largometraje documental de 2007 de la Asociación Internacional de Documentales, así como un Emmy al mejor largometraje documental en 2008. La película cuenta la historia de cinco mujeres etíopes tratadas por la Dra. Hamlin y su personal en el Hospital de Fístulas de Addis Abeba. NOVA de PBS es el otro gran patrocinador del documental. En 2016, el cómico Louis C.K. ganó 50.000 dólares para  Fistula Foundation en la edición de Jeopardy! «Power Players». La Fistula Foundation también apareció en el libro de Nicholas Kristof y Sheryl WuDunn, Half the Sky: Turning Oppression into Opportunity for Women Worldwide. Esta campaña incluyó un juego en Facebook, Half the Game (La mitad del juego). Gracias al apoyo de 250.000 dólares de Johnson & Johnson, los jugadores de este juego pueden ayudar a financiar el tratamiento de la fístula en el mundo real mediante acciones en línea en el juego.
En mayo de 2023, Ms. Magazine publicó un artículo escrito por Kate Grant, directora ejecutiva de Fistula Foundation, titulado «Olvídate de las flores: Este Día de la Madre, ayude a salvar a las mujeres que sufren durante el parto". El artículo habla de las disparidades en la atención obstétrica a las madres de todo el mundo, y es un llamamiento a la acción para que las personas hagan donaciones a causas que apoyen la salud materna y pidan a los gobiernos que apoyen la salud materna mundial.

## Donación de MacKenzie Scott
En mayo de 2023, la Fistula Foundation recibió una donación de 15 millones de dólares del filántropo MacKenzie Scott. La donación se anunció el 23 de mayo, Día Internacional para la Erradicación de la Fístula Obstétrica, una celebración anual incluso patrocinada por las Naciones Unidas. El anuncio de esta donación coincidió con el anuncio de un nuevo plan estratégico quinquenal de 110 millones de dólares. Con este plan, la Fistula Foundation se propone realizar 80.000 intervenciones quirúrgicas a mujeres con lesiones obstétricas en el África subsahariana y Asia. El plan también incluye la ampliación de las redes de tratamiento a cinco nuevos países y la incorporación de al menos 40 nuevas organizaciones de cirugía y divulgación a la red de socios de la fundación. Aunque la mayoría de los beneficiarios de la filantropía de Scott han sido organizaciones que atienden a poblaciones de Estados Unidos, la Fistula Foundation es una de las pocas que trabaja con poblaciones enteramente de países en desarrollo.

## Premio Allan Rosenfield
El Premio Allan Rosenfield de la Fundación reconoce las contribuciones destacadas de quienes han dejado un legado profundo y logrado para la Fundación y su misión. El premio se inauguró en 2012 y lleva el nombre del Dr. Allan Rosenfield, que formó parte del consejo de administración de la organización durante cinco años. Como decano de la Escuela de Salud Pública Mailman de la Universidad de Columbia, Rosenfield era conocido en todo el mundo por su liderazgo pionero y sus innumerables contribuciones al campo de la salud de la mujer.
En 2016, Conrad Person, de Johnson & Johnson, fue galardonado por su papel clave a la hora de forjar una asociación duradera entre la fundación y su mayor patrocinador corporativo. En 2017, el difunto Jerry Goldstein fue homenajeado como el voluntario más antiguo de la Fistula Foundation, al dedicar una parte de su tiempo cada semana desde 2005. Varios antiguos miembros de la junta directiva han recibido el premio, entre ellos Kelly Brennan, Larry William, Rob Tessler, Jerry Shefren, Kassahun Kebede, Linda Tripp, Teri Whitcraft, Bill Mann y Denis Robson. Peter Singer es el destinatario más reciente del premio, recibido en 2023.